# Еламски език
Еламският език е език на еламитите, разпространен в историческата област Елам в периода III – I хил. пр.н.е. Генетическото му родство с други езици не е доказано.
Носи името си от шумерското (Elama) и акадското (Elamtu) название на страната, което на еламски е Hatamti/u или Haltamti. Старите му названия са: „сузски“, „анзански“, „ахеменидски език от втори род“, „турански“, а също така и други неудачни или направо грешни като „мидийски“ и „скитски“.

## Ареал и времево разпространение
Носителите на еламския са населявали южен и югозападен Иран – Хузестан, като на древноперсийски названието на Елама е Hujiyā, и Фарс (като е възможно да е бил разпространен и в други области на Иранското плато преди III хил. пр.н.е.).
В III хилядолетие преди Христа от шумеро-акадски източници са известни редица еламски градове-държави: Шушен (Шушун, Суза), Аншан (Анчан, днес Тепе-Малян близо до Шираз във Фарс), Симашки, Адамдун и други.
През II хилядолетие пр.н.е. важна съставна част на Елам са били Шушен и Анчан. След присъединяването на Елам към империята на Ахеменидите в средата на VI век пр.н.е., еламският език в продължение на още две столетия запазва водещото си положение, като постепенно отстъпва мястото си на фарси.

## Класификация
По въпроса за генеалогическите връзки на еламския има различни виждания, като често се свързва с кавказкото, алтайското и дравидското езиково семейство, последното предвид индската цивилизация, с която несъмнено Елам е бил във връзка.
В последно време са оформени две водещи хипотези за родственост на еламския – дравидска и африканска.